# Macapá (tiểu vùng)
Macapá là một tiểu vùng thuộc bang Amapá, Brasil. Tiều vùng này có diện tích 38503 km², dân số năm 2007 là 390942 người.